# Analyse en série de l'expression des gènes
Pour les articles homonymes, voir Sage (homonymie).
L'analyse en série de l'expression des gènes (en anglais, Serial Analysis of Gene Expression ou SAGE) est une technique de biologie moléculaire permettant l'analyse de la population en ARNm d'un échantillon donné (organisme, cellules, tissus, etc.). La méthode originelle a été mise au point, et publiée en 1995, par le Dr Victor Velculescu du centre d'oncologie de l'université Johns-Hopkins. La méthode SAGE est basée sur l'isolation de séquences spécifiques (étiquettes) de chaque ARN, la production des ADN complémentaires (ADNc) correspondant, la production d'une molécule d'ADN synthétique comportant tous ces ADNc, puis le séquençage de cette molécule. Depuis, différentes variations du protocole ont été mises au point, notamment le LongSAGE, permettant l'analyse d'étiquettes plus longues.

## Principe
Les étapes de la méthode SAGE :
1. Isolement des ARNm de l'échantillon à analyser
2. Production des ADNc, en ajoutant un adaptateur à l'extrémité 5', comportant un site de reconnaissance pour l'endonucléase BsmFI.
3. Isolement de petites séquences spécifiques de chaque ADNc, par digestion avec BsmFI
4. Jonction de toutes ces étiquettes pour former des molécules d'ADN synthétiques.
5. Clonage de ces nouvelles séquences dans un vecteur bactérien.
6. Séquençage automatique.
7. Analyse in-silico, pour déterminer le nombre d'occurrences de chaque étiquette dans les échantillons.

Le point important de cette méthode est la coupure des ADNc par l'enzyme BsmFI, celle-ci coupe à 15 nucléotides de son site de reconnaissance, libérant donc des petites séquences appelées étiquettes.

## Analyse
Les données générées par la méthode SAGE sont des listes d'étiquettes, et le nombre de fois où celles-ci sont identifiées dans l'échantillon. L'interrogation de base de données, permet de relier chaque étiquette à un gène précis.
Une analyse statistiques des résultats de différentes expériences permet de déterminer les variations d'expression de chaque gène. Par exemple, la population d'ARNm d'un tissu sain peut être comparée à celle d'une tumeur pour déterminer quels sont les gènes exprimés différemment entre ces deux tissus.

## Applications
Initialement conçue dans le cadre de la recherche contre le cancer, la méthode SAGE est rapidement devenue une méthode reconnue d'analyse du transcriptome, et une alternative à l'usage des puces à ADN.

## Comparaison avec les puces à ADN
Les deux méthodes sont des outils d'analyse du transcriptome. Le principe varie, puisque la méthode SAGE est basée sur le séquençage, alors que les puces à ADN sont basées sur le principe de l'hybridation des séquences. Ces différences ont un impact conséquent sur les modes opératoires, et les traitements statistiques des résultats.
Une différence fondamentale entre les deux méthodes repose sur les connaissances nécessaires en amont de l'expérience. La méthode SAGE peut être appliquée sur des échantillons dont le génome n'est pas connu, alors que les puces à ADN nécessitent la connaissance d'au moins une partie du génome (au minimum les séquences utilisées sur les puces).

## Variations
Les microARN, sont de courts (21-25 nucléotides) fragments d'ARN impliqués dans la régulation de l'expression des gènes. La méthode SAGE est un outil de choix pour analyser ces ARN, dans ce cas les microARN sont clonés en entier.